# C19H15N3O
化学式C19H15N3O（摩尔质量：301.34 g/mol）可能指：
- 去氢吴茱萸碱，CAS号：67909-49-3
- 安枯斯特定碱，CAS号：40217-50-3

|  | 这个同类索引页列出了具有相同分子式的化学物（即同分異構體）条目。 除非您是有意链接至本页，否则应将相应条目的内部链接指向正确的条目。 |